# Rimazsaluzsány
Rimazsaluzsány (szlovákul: Rimavské Zalužany) község Szlovákiában, a Besztercebányai kerületben, a Rimaszombati járásban.

## Fekvése
Rimaszombattól 14 km-re északra, a Rima partján fekszik.
Délről Kecege, délkeletről Felsősziklás, keletről Karaszkó, északról Rimabánya, északnyugatról Rimaszabadi községekkel határos.
Rimazsaluzsány 4,6470 km²-es területe két kataszteri területre oszlik:
- Pribó (Príboj) — 1,8279 km²
- Rimazsaluzsány (Rimavské Zalužany) — 2,8191 km².

## Élővilága

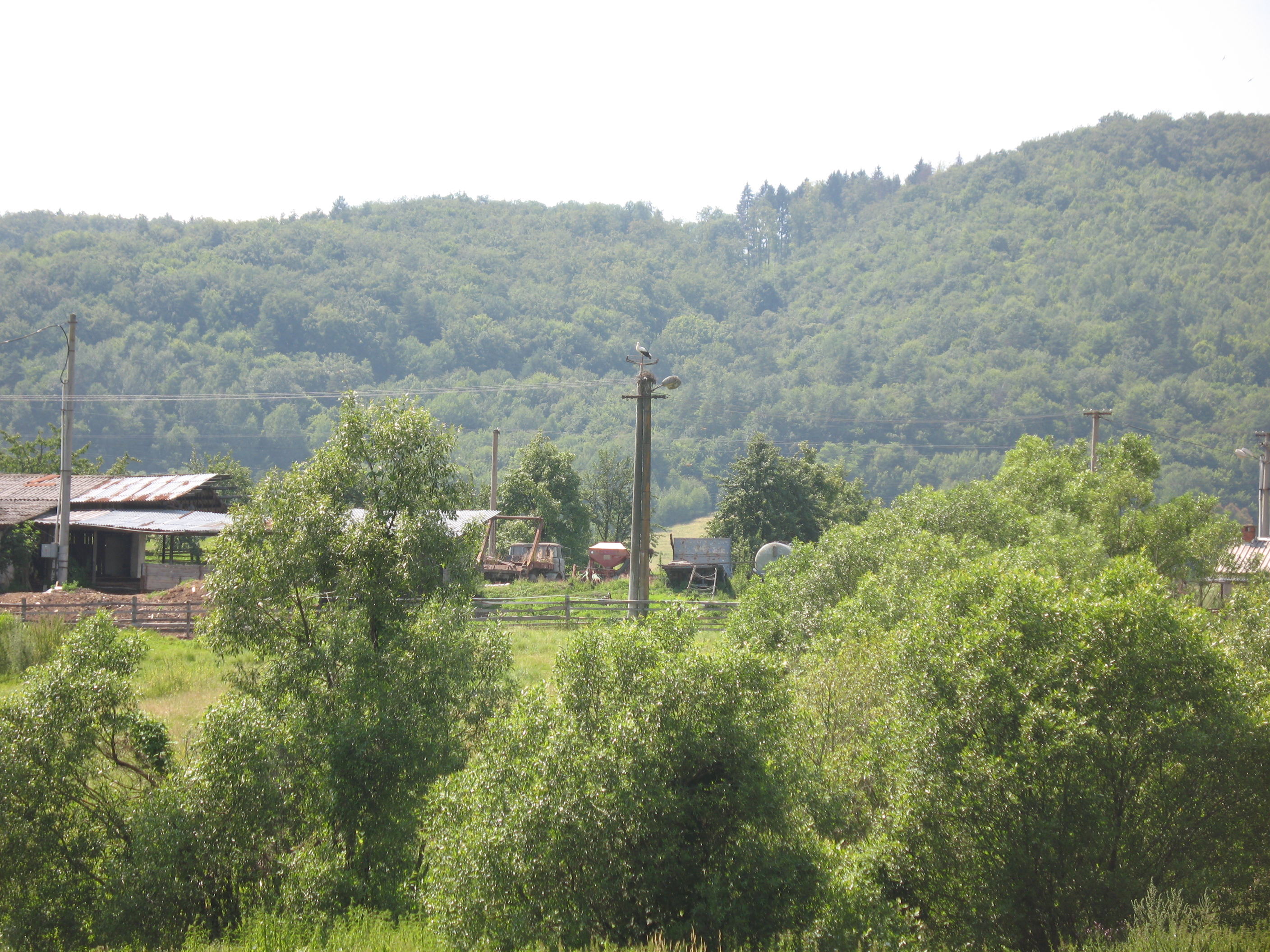

A faluban egy gólyafészket tartanak számon. 2013-ban nem fészkeltek.

## Története
Neve a szláv zalužane (= erdő mögött lakók) szóból származik. A települést 1362-ben "Zalusan" alakban említik először. Több kisnemes birtoka volt. 1837-ben 266-an lakták, akik főként mezőgazdasággal és fuvarozással foglalkoztak.
Vályi András szerint "Rima Zalusány. Tót falu Kis Hont Várm. a’ Rahói Uradalomhoz tartozik, lakosai evangelikusok, fekszik Rimavize mentében, határos R. Bányával, R. Lehotával, és Pribojal, a’ mellyhez tsak egynehány lépésnyire fekszik, motsáros szántó földgyei 3 nyomásbéliek, rozsot és zabot teremnek, réttye kevés, erdeje nints; lakosai szúszékokat, ’s hambárokat, szekrényeket tsinálnak, és abból is keresik élelmeket."
Fényes Elek szerint "Zaluzsány (Rima-), Gömör-Kis-Honth v. tót falu, Rimabánya és Keczeghe között: 2 kath., 264 evang. lak. F. u. többen. Ut. p. Rimaszombat."
Gömör-Kishont vármegye monográfiája szerint "Rimazsaluzsány, rimamenti tót kisközség, 33 házzal és 173 ág. ev. h. vallású lakossal. Földesurai a Ruthényi, Szontágh és a Kende családok voltak, most pedig a rimamurány-salgótarjáni vasmű r.-t.-nak van itt nagyobb birtoka. A község határában ásványvíz forrás van. Temploma nincsen. A község postája, távírója és vasúti állomása Rimabánya."
A trianoni békeszerződésig területe Gömör-Kishont vármegye Rimaszombati járásához tartozott.
1926-ban a korábban önálló Pribó (Príboj) községet Rimazsaluzsányhoz csatolták.
Vályi András szerint "Priboj. Kisded tót falu Hont Vármegyében, földes Urai több Uraságok, lakosai többnyire evangelikusok, fekszik Rima vize mellett, Rima Bányához nem meszsze, mellynek filiája, határja hegyes, és sovány, mellyhez képest erdeje is kevés, lakosai fa edényekkel is kereskednek, harmadik osztálybéli."
Fényes Elek szerint "Priboj, tót falu, Gömör-Kis-Honth vmegyében, 2 kath., 128 ev. lak., kik faeszközök készitéséből élnek. A rabói urak birják. Ut. p. Rimaszombat."

## Népessége
| Év:            | 1994. | 2004.    | 2014.   | 2024.   |
| -------------- | ----- | -------- | ------- | ------- |
| Emberek száma: | 377   | 324      | 340     | 339     |
| Eltérés:       |       | -14,05 % | +4,93 % | -0,29 % |

| Év:            | 2023. | 2024.   |
| -------------- | ----- | ------- |
| Emberek száma: | 338   | 339     |
| Eltérés:       |       | +0,29 % |

1910-ben 137, túlnyomórészt szlovák lakosa volt.
1921-ben Rimazsaluzsánynak és Pribónak együtt 199 lakosa volt, ebből 198 szlovák nemzetiségű; illetve 34 római katolikus és 164 evangélikus vallású.
2001-ben 340 lakosából 338 szlovák volt.
2011-ben 340 lakosából 332 szlovák.

## Nevezetességei
- Neogótikus haranglába a 19. század második felében épült.

## Külső hivatkozások
- A község a régió információs oldalán
- A község a kistérség oldalán[halott link]
- Obce info.sk
- E-obce.sk Archiválva 2008. szeptember 20-i dátummal a Wayback Machine-ben